# Expulsion des Juifs
 (décembre 2013).
Si vous disposez d'ouvrages ou d'articles de référence ou si vous connaissez des sites web de qualité traitant du thème abordé ici, merci de compléter l'article en donnant les références utiles à sa vérifiabilité et en les liant à la section « Notes et références ».

Carte datée des diverses expulsions des Juifs au Moyen Âge ainsi que les routes prises par les exilés.

Les expulsions de Juifs sont un élément récurrent et caractéristique de leur histoire.
Au sens strict, il s'agit d'une mesure prise par un gouvernement pour mettre fin à la présence de Juifs sur son territoire en les obligeant, soit à se convertir, soit à partir ailleurs.
Dans l'Antiquité, de telles expulsions ont des motifs essentiellement politiques (répression du nationalisme juif). À partir de la christianisation de l'Empire romain, et des États qui en découlent, les motivations mélangent les aspects religieux, le christianisme ayant un lien étroit avec le judaïsme, et politiques, avec une dimension économique très forte.
Les expulsions participent à la création de la diaspora juive, qui apparaît dès l'Antiquité en dehors des pays d'origine des juifs, les royaumes de Juda et d'Israel, issus de la division du royaume de David et de Salomon.
Selon Raul Hilberg, l’expulsion des Juifs est une étape découlant logiquement des politiques d’ostracisation des Juifs, et précédant leur tentative d'extermination lors de la Shoah.

## Expulsion d'Angleterre (1290)
En 1290, édit du roi Édouard Ier d'Angleterre, tous les juifs (environ 16 000 personnes) sont expulsés.

## Expulsions d'Allemagne

### Interdiction de 1437 à 1828 à Heilbronn
Contre la volonté de l'empereur, la ville de Heilbronn a obtenu une interdiction des Juifs de la ville à la fin du XVe siècle, de sorte qu'ils ne sont revenus au Wurtemberg qu'après le passage de la loi sur l'égalité juridique subséquente à partir de 1828 à Heilbronn, leur permettant de circuler librement,,.

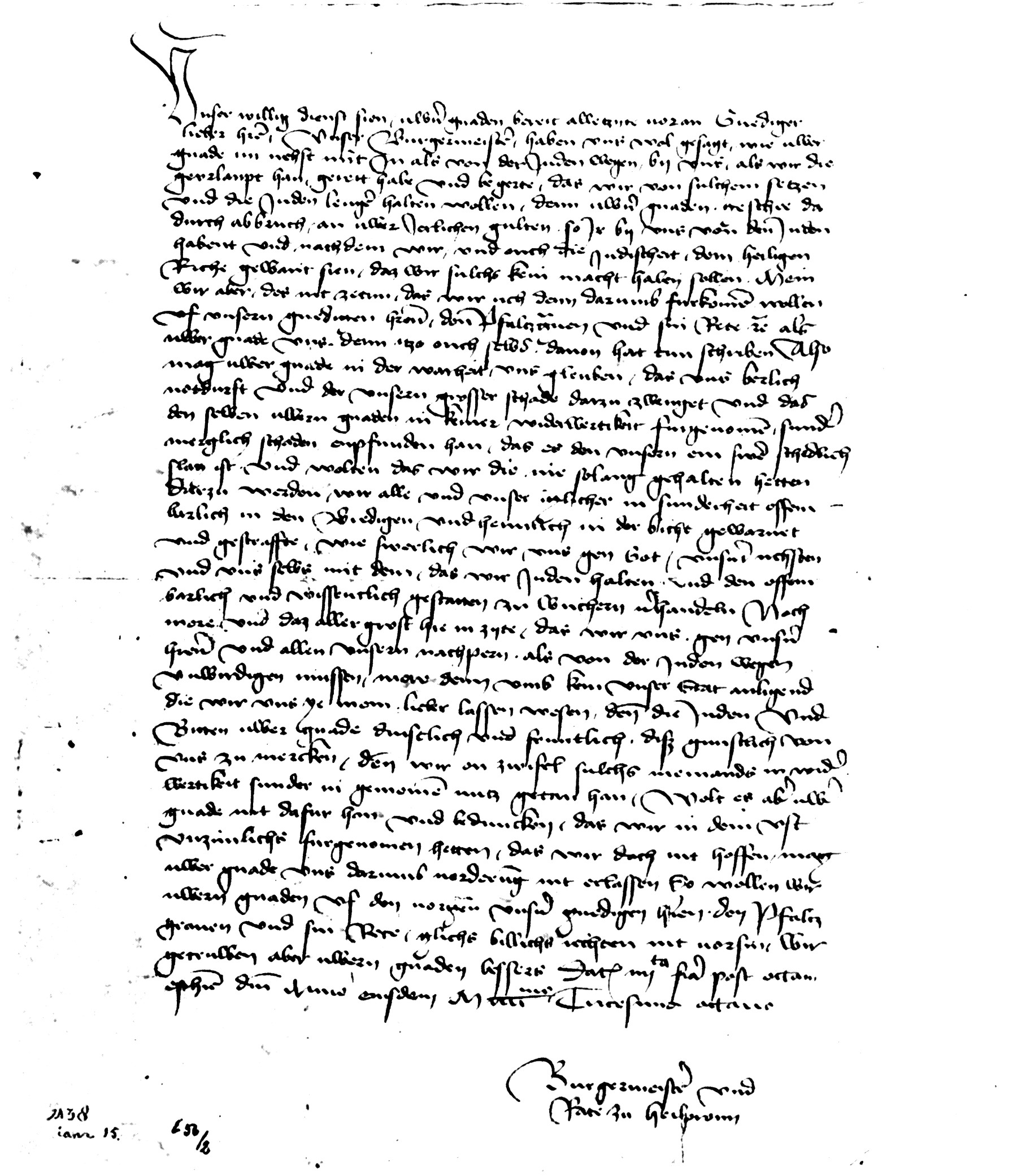
Dans une lettre, le maire et le conseil décrivent les raisons de l'interdiction de la ville à Konrad von Weinsberg.
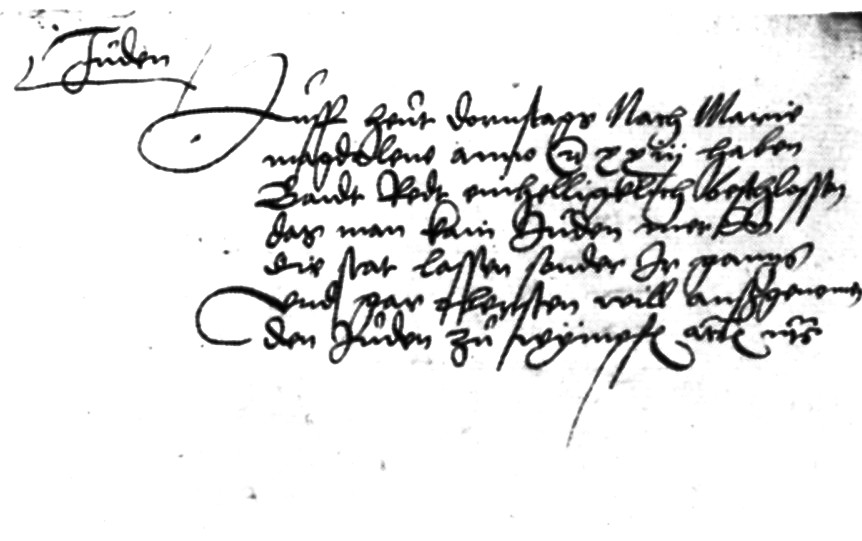
Procès-verbal du conseil du 23 juillet 1523 : renouvellement annuel de l'interdiction de la ville
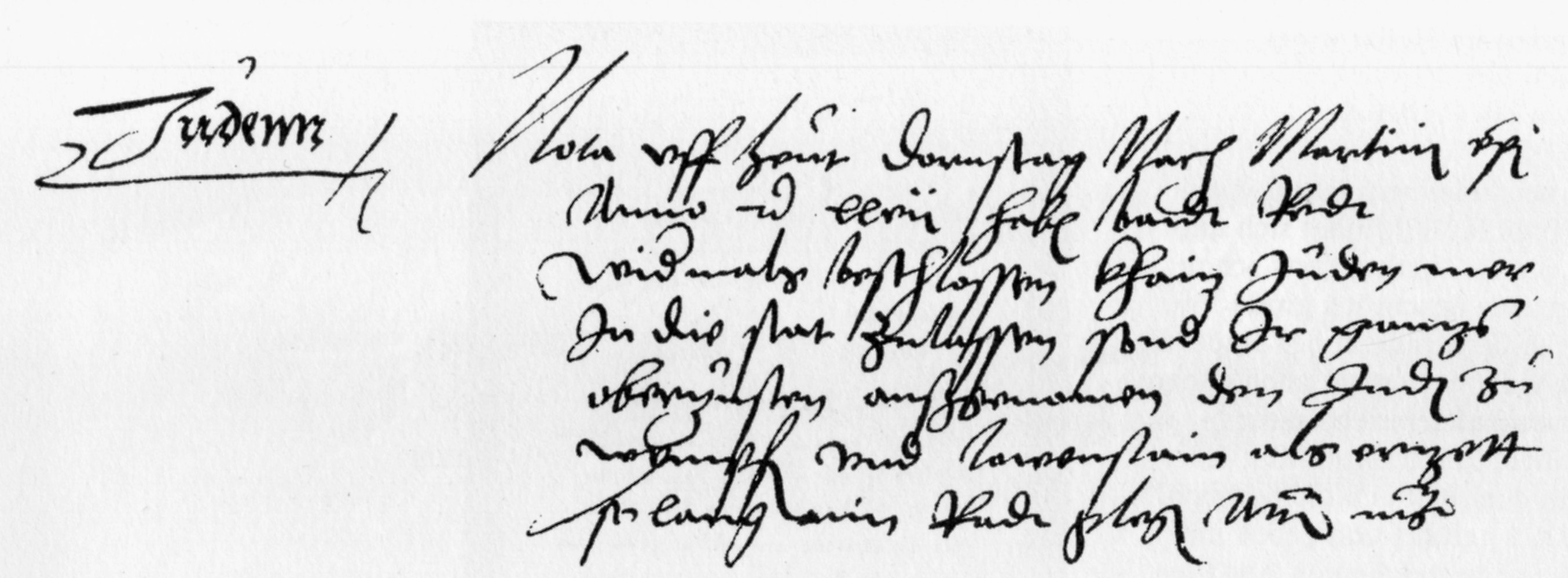
Procès-verbal du conseil du 14 novembre 1527 : renouvellement annuel de l'interdiction de la ville
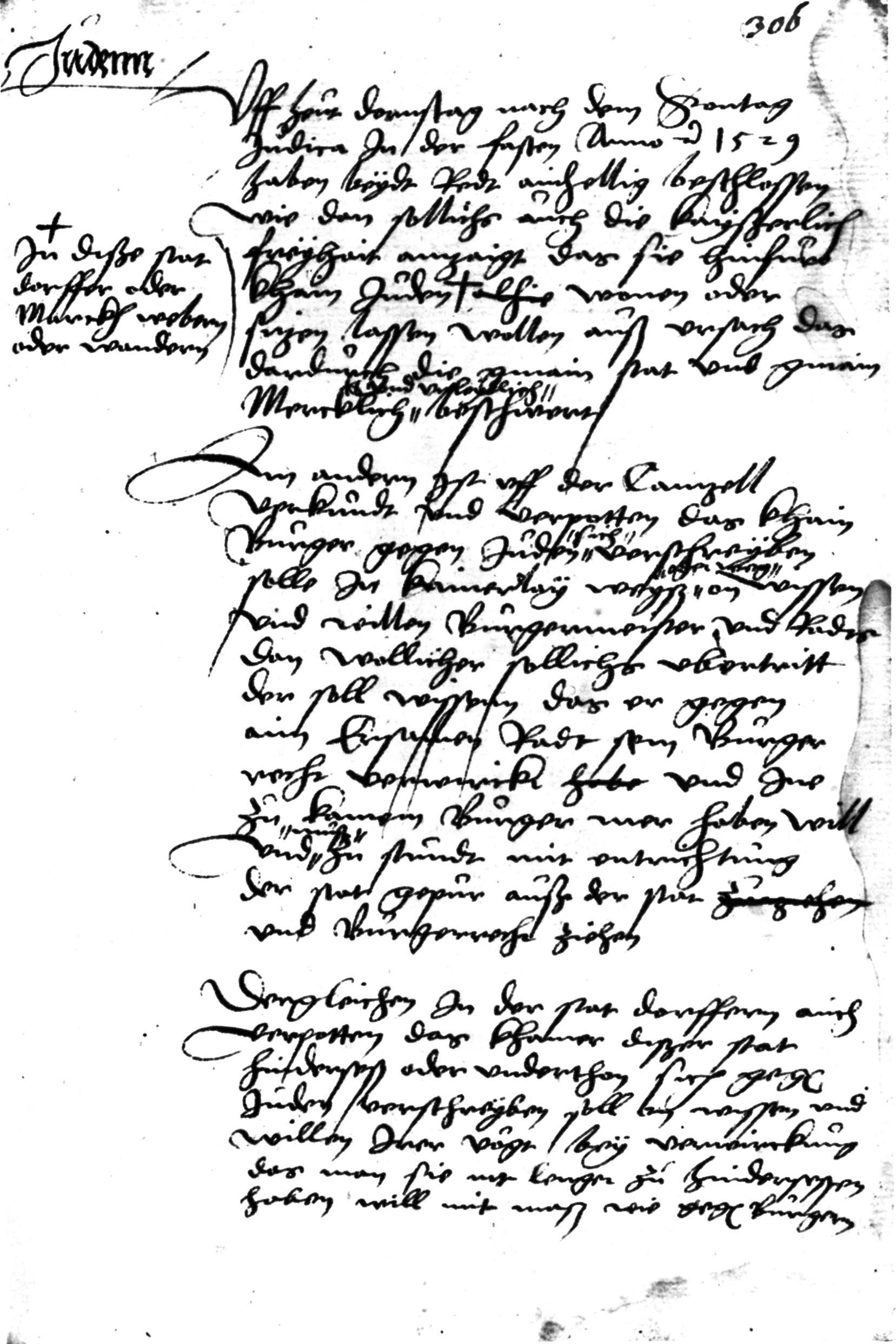
Répétition de l'interdiction annuelle de la ville en 1529 pour les Israélites de Heilbronn
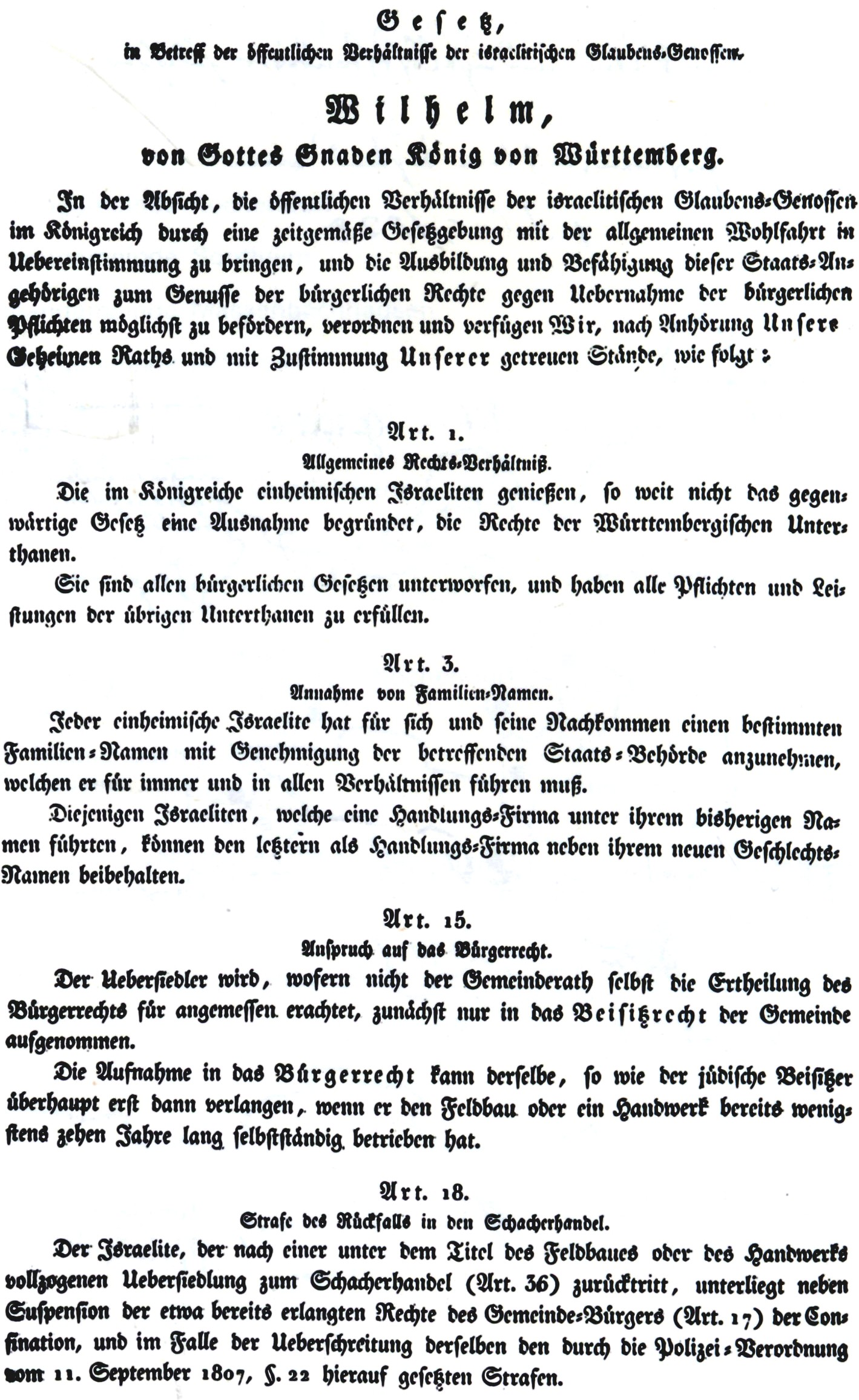
Loi sur l'égalité des chances du 25 avril 1828 permettant aux Juifs de se déplacer à nouveau librement.

### Expulsion de 1614 à Francfort

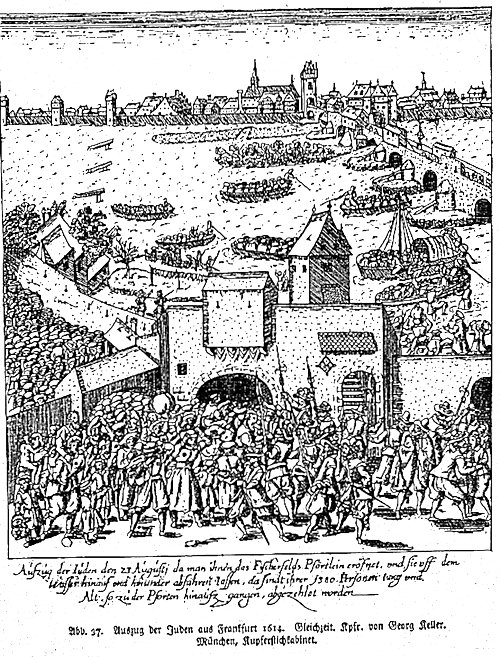
Représentation de l'expulsion des Juifs de Francfort-sur-le-Main en 1614

Le 23 août 1614, après des émeutes dans la « Rue des Juifs », dirigées par Vincent Fettmilch, « 1 380 personnes âgées et jeunes ont été dénombrées à la sortie de la porte » de Francfort et rassemblées sur des bateaux sur le Main. Les Juifs étaient liés dans les affaires aux riches marchands de la ville, tandis que Fettmilch dirigeait les petits artisans et commerçants opposés à la présence juive à Francfort.

### IIIeReich
En Allemagne de 1933 à 1939, les mesures antisémites incitent les Juifs au départ.
Ceux qui le peuvent émigrent vers plusieurs pays, dont les États-Unis, la France, la Grande-Bretagne, la Palestine.

## Expulsions d'Autriche

### Interdiction de 1670
Le 19 juin 1669, un décret impérial de l'empereur Léopold Ier du Saint-Empire bannit les Juifs de Vienne et leur enjoint de quitter la ville avant le 14 avril 1670, délai étendu ensuite au 26 juillet 1670.

## Expulsion du Brésil
Un certain nombre de Juifs hollandais avaient émigré à Pernambouc, au Brésil, sous domination hollandaise de 1630 à 1654 et durent quitter ce pays quand les Portugais en reprirent le contrôle et y rétablirent l'Inquisition. Certains s'établissent alors aux Antilles françaises et il est dit que la capitale de la Guadeloupe, Pointe-à-Pitre, doit son nom à un Juif hollandais, appelé Peter ou Pitre selon la transcription en français. Toutefois, les Juifs quittent les Antilles françaises quand ils en sont expulsés en 1683, expulsion confirmée par le Code Noir en 1685, dont le premier article enjoint à « tous nos officiers de chasser de nos dites îles tous les Juifs qui y ont établi leur résidence, auxquels, comme aux ennemis déclarés du nom chrétien, nous commandons d'en sortir dans trois mois à compter du jour de la publication des présentes ».
Au XVIIIe siècle, des Juifs reviennent en Martinique, où ils ne sont que tolérés jusqu'à la Révolution. Ils sont souvent les correspondants commerciaux des entrepreneurs bordelais comme la famille Gradis.

## Expulsion de Bretagne (1240)
En 1240, les Juifs sont expulsés de Bretagne par Jean Ier par l'ordonnance de Ploërmel du 10 avril.
Le 10 avril 1240, Jean Ier, duc de Bretagne, comte de Richemond prend à Ploërmel une assise ou ordonnance qui expulse tous les Juifs du duché de Bretagne, annule toutes leurs créances, et demande au roi de France une confirmation de ces assises par des lettres patentes.

## Expulsions de France

### Expulsion de 533
Le premier édit, celui de Childebert Ier, fils de Clovis, est publié en 533[réf. nécessaire] parce que les juifs refusent de se convertir au christianisme, alors que les mariages mixtes avec des juifs sont interdits sous peine d’excommunication des chrétiens ou de mort pour les Juifs.[pas clair]

### Expulsion de 633
Le deuxième édit date de 633, par Dagobert qui faute d’avoir pu convaincre les Juifs de la rue de la Cité à Paris (ancienne rue de la Juiverie) de se convertir, finit par les expulser.

### Expulsion de 1009
À la suite de la destruction du bâtiment du Saint-Sépulcre à Jérusalem par le calife fatimide et chiite Al-Hakim bi-Amr Allah, le 18 octobre 1009, de vives réactions se manifestent en Europe, souvent irrationnelles. Par exemple, le moine chroniqueur de l'Abbaye de Cluny, Raoul Glaber, accuse les Juifs d’être la cause de ce malheur (allégation antisémite),,. Il en résulte que les Juifs sont chassés de Limoges et de nombreuses autres villes françaises, ou passés au fil de l'épée. Finalement, cette destruction sera l'une des causes des croisades à venir et notamment celle dont se sert le pape Urbain II en 1095 pour appeler les chrétiens à libérer Jérusalem et entraîne une vague de construction d'églises du Saint-Sépulcre, sur le modèle de celle de Jérusalem, dans tout l'occident chrétien.

### Expulsion de 1182

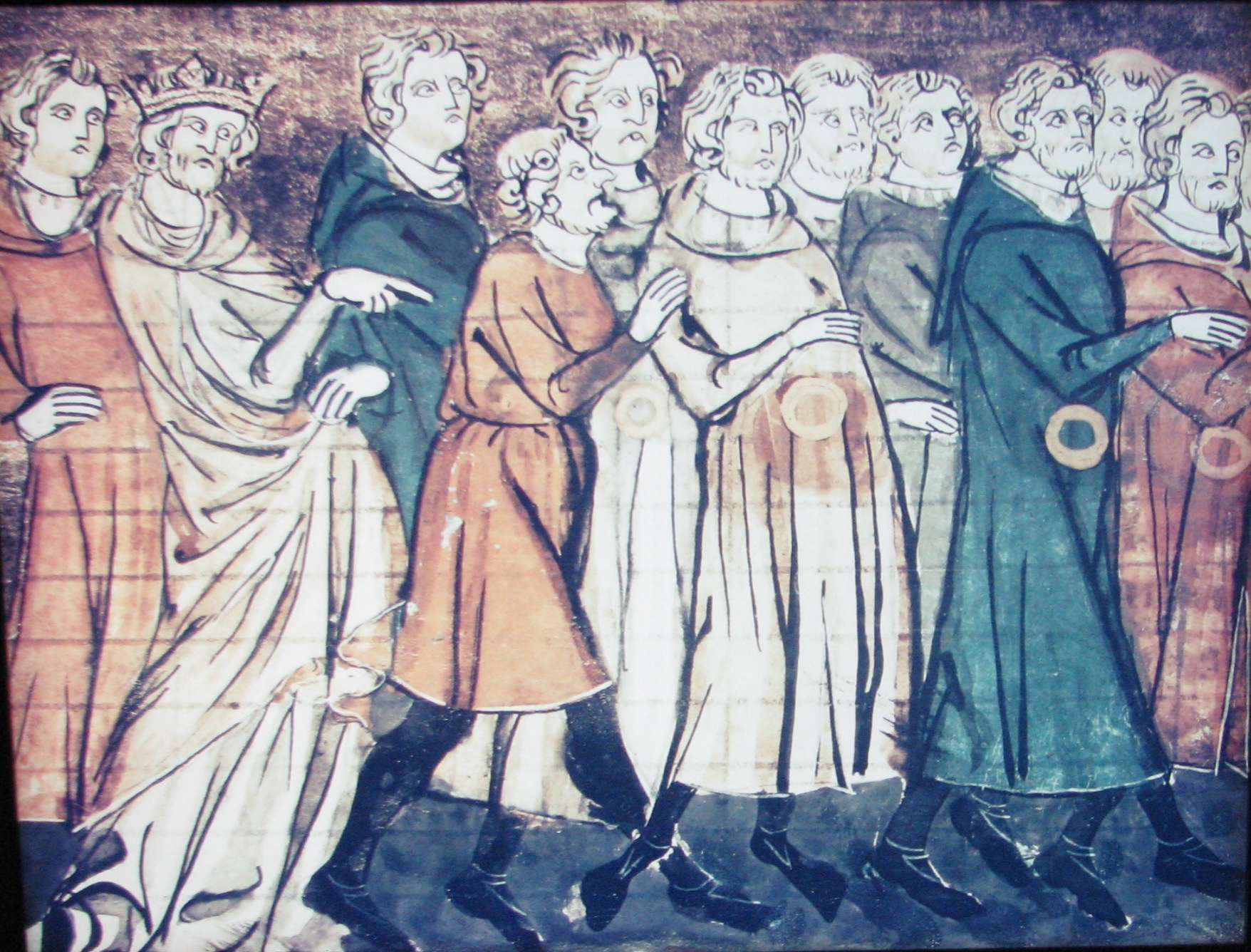
Miniature représentant l'expulsion de Juifs de France (portant rouelle à la ceinture) en 1182, Chroniques de France

La troisième expulsion est signée de Philippe Auguste en 1182, en plein sabbath, arrestation des Juifs de Paris, dépouillés de leur or et de leurs effets personnels ; libération en échange d’une forte rançon et l’année suivante, saisie de leurs biens immobiliers, reconcédés par la suite à des commerçants non-Juifs, et expulsion.
Au fil des ans, les Juifs seront rappelés par les rois et expulsés à nouveau, maintenus en état de soumission, avec des interdits, des humiliations et des massacres. Même ceux du comté de Toulouse devront trouver refuge en Provence, époque où les cathares seront réprimés.

### Expulsion de 1254
La quatrième expulsion est celle de Louis IX en 1254 après plusieurs injonctions leur interdisant de se livrer à l'usure et de prendre des métiers artisanaux ou agricoles.
Un procès avait été fait au Talmud en 1240 à l'instigation de Nicolas Donin, Juif converti au christianisme, avec comme défenseur le rabbin Yehiel de Paris ; ce procès avait abouti à la condamnation du livre à être brûlé en place de Grève (1242).

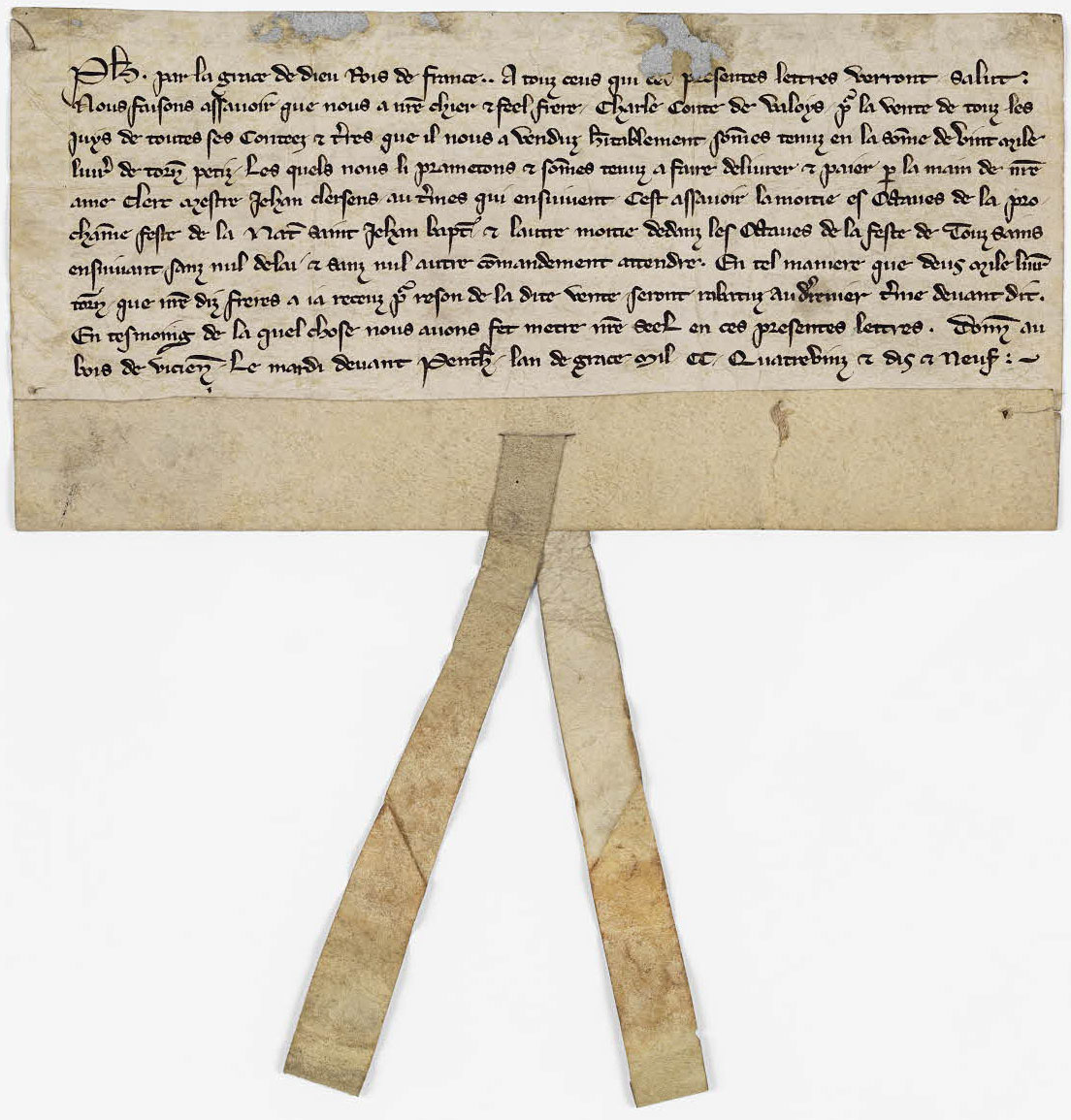
Lettres (reconnaissances de dette) de Philippe IV par lesquelles il reconnaît devoir à son frère Charles de Valois 20000 l.t. pour les Juifs de tous ses comtés qu'il a vendus, 2 juin 1299.

Engagé dans la septième croisade, le roi est fait prisonnier en 1250 en Égypte. À cette nouvelle, des Juifs sont pris pour cible[pas clair].

### Expulsion de 1306
En juin 1306, l'édit d'expulsion général du roi Philippe le Bel donne un mois aux 100 000 Juifs de France pour quitter le royaume,. Entre 1292 et 1306, les biens juifs patrimoniaux, meubles et immeubles sont confisqués et vendus aux enchères, ou offerts,. L'expulsion est ponctuée d’arrestations, de taxes spécifiques, de saisies et ventes de biens, avec obligation de rachats pour se voir ensuite signifier une nouvelle expulsion. Philippe le Bel recouvre à son profit les créances juives, il devient de la sorte le créancier de quasiment tous ses sujets. Les livres de comptes des Juifs rédigés en hébreu s'avérant ainsi inexploitables par les agents royaux, Philippe le Bel autorise temporairement (en 1310 et 1311) les prêteurs juifs à revenir pour renseigner l’administration fiscale, avant d’imposer leur départ définitif en 1311,.
Grâce à ces expédients lucratifs, en 1311, le roi rétablit la monnaie d'or en créant l'agnel, émis jusqu'au règne de Charles VII (1422–1451).
Bien que rappelés en 1315, pour un séjour limité dès le départ à douze années (fin en 1327), peu reviennent. Ils se réfugient en Espagne, Bourgogne, Savoie, en Italie et en Allemagne, voire en Croatie et en Palestine,.
Le chroniqueur Jean de Saint-Victor résume : « En cette même année, en août et en septembre, tous les juifs, sinon quelques-uns qui voulurent se faire baptiser, furent expulsés du royaume ; le roi s’appropria leurs biens et les fit collecter par ses officiers, à l’exception d’une somme d’argent laissée à chaque juif pour payer son départ du royaume ; nombre d’entre eux moururent en chemin d’épuisement et de détresse ».

### Expulsion de 1322
En 1322, arrive la sixième expulsion de tous les Juifs de France, du Languedoc et de Bourgogne par le roi Charles IV le Bel. Ceux du Languedoc croient trouver refuge en Aragon où ils subissent les persécutions de 1391 : bûchers, procès, massacres et spoliations.

### Expulsion de 1394
En 1394, c’est le septième édit d’expulsion, supposé définitif. Le roi Charles VI donne quarante-cinq jours aux Juifs pour quitter le royaume après avoir vendu leurs biens. Certains partent pour la Savoie, l’Allemagne, les États pontificaux (Avignon et Comtat Venaissin) et Jérusalem.

### 1491 et 1501
La Provence ayant été rattachée au royaume de France, viennent les huitième et neuvième expulsions (1491 et 1501) : Direction Jérusalem et l’Afrique du Nord pour les Sarfati (Français) et les Narboni[réf. nécessaire].

### 1615
En 1615, a lieu la dixième expulsion, purement formelle et sans effet, puisqu’il ne reste qu’un seul Juif au royaume de France, le médecin de la cour de Marie de Médicis.
À la suite du rattachement de l’Alsace en 1648 (traités de Westphalie), le royaume compte de nouveau des communautés juives.

### 1683 et 1724: expulsion des juifs des colonies
En 1683 et 1724, respectivement Louis XIV et Louis XV expulsent les Juifs des Antilles et de Louisiane, signant les onzième et douzième expulsions.

## Expulsions d'Italie

### Expulsion de Sicile en1492
La Sicile relevant de la couronne d'Aragon, c'est une conséquence de l'édit d'expulsion des Juifs d'Espagne.

## Expulsions deHongrie

### Interdiction de1349
Interdiction rapidement rapportée.

### Interdiction de 1360
En 1360, après une tentative de conversion forcée, édit du roi Louis Ier de Hongrie. Les Juifs expulsés s'établissent en Autriche, Moravie et Pologne.

## Expulsions de la péninsule Ibérique

### Expulsion par les rois wisigoths
- Sisebut, vers 616.

### Expulsion de Castille et d'Aragon en 1492
En 1492, Isabelle Ire de Castille et Ferdinand II d'Aragon, prennent le décret de l'Alhambra qui expulse tous les Juifs d'Espagne. Sur 200 000 personnes, on estime qu'environ 50 000 acceptent de se convertir au catholicisme, et 150 000 doivent s'exiler.
Le sultan Bayezid II les autorise à s'établir dans l'Empire ottoman. Beaucoup s'établissent en Afrique du Nord.
Cette expulsion entraîne celle des juifs de Sicile et de Sardaigne en 1492, ces deux royaumes étant des possessions des rois d'Aragon, puis du royaume de Naples en 1505 (conquis par l'Aragon à la suite de la troisième guerre d'Italie).

### Expulsion du Portugal de 1496
- Expulsion des Juifs et des Musulmans du Portugal (1496)

## Expulsions de Palestine

### Déportation à Babylone en - 597
Selon le livre de Jérémie, la déportation des Judéens s'est faite en trois fois (Jérémie 52,28-30). La première au temps de Joaquin (597 av. J.-C.), à la suite de la défaite du royaume de Juda face à Nabuchodonosor II ; le Temple de Jérusalem est alors partiellement dépouillé et la majorité des citoyens emmenés. Onze ans plus tard, en 587 av. J.-C., après une révolte contre l'empire sous le règne de Sédécias, la ville est entièrement rasée et une nouvelle déportation, moins importante, s'ensuit. Finalement, Jérémie fait état d'un troisième exil cinq ans plus tard, soit en 581 av. J.-C..
Cette mesure est levée par l'empereur Cyrus II qui libère les Juifs et accorde la permission de reconstruire le Temple de Jérusalem (538 av. J.-C.). Leur pays devient la province perse de Judée.

### Expulsion de Judée par les Romains en 135
En 135, Julius Severius, lieutenant de l'empereur Hadrien expulse tous les Juifs de Jérusalem, qui est rebaptisée Ælia Capitolina, et de l'ensemble de la Chôra, c'est-à-dire d'une grande partie de la Judée. Les Juifs émigrent pour la plupart en Galilée. Les Juifs ne peuvent pas revenir dans la cité sous peine de mort, sauf un jour par an, où ils ont le droit de venir se lamenter sur les ruines du Temple détruit. La province romaine de Judée est rattachée à celle de Syrie qui prend le nom de Provincia Syria-Palestina. Bien que certaines familles riches alliées des Romains aient été autorisées à revenir sous Antonin le Pieux, cette interdiction est maintenue au moins jusqu'à la conquête musulmane.

### Expulsion de Jérusalem-est en 1948
Les Juifs installés dans la vieille ville de Jérusalem sont chassés par la ligue arabe après la déclaration d'indépendance de l'État d'Israël.

## Expulsion de Pologne (mars 1968)
Des dizaines de milliers de citoyens juifs polonais en mars 1968 par le gouvernement soviétique qui les avait contraint à quitter le pays. Les services des forces de l’ordre communistes avaient confisqué les passeports polonais de ressortissants juifs polonais en échange d’un aller simple vers l’extérieur.[pas clair]

## Expulsion du Portugal
- Expulsion des Juifs et des Musulmans du Portugal par un décret de Manuel Ier du 5 décembre 1496.

## Expulsion de Russie et d'URSS

### Après la Seconde Guerre mondiale
En même temps que les personnes déplacées, de nombreux Juifs ne purent rejoindre leurs maisons après la guerre.[pas clair]

## Expulsion deTunisieen 1535 à la suite de la conquête de Charles Quint

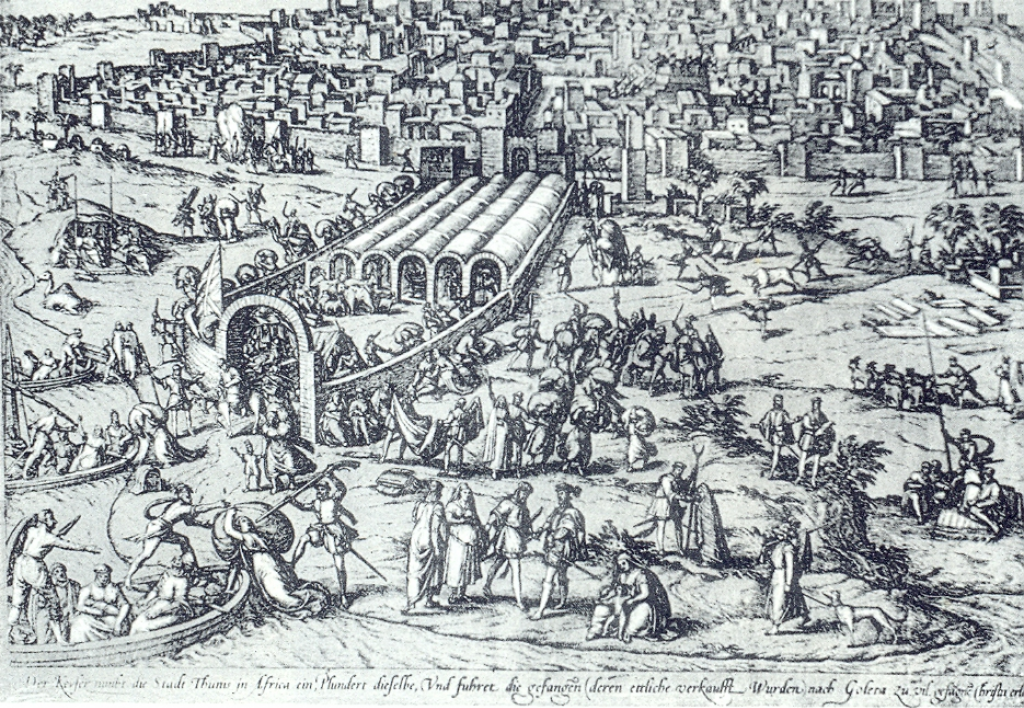
Vue de Bab El Bhar et de l'arsenal lors du sac de Tunis par l'armée de Charles Quint.

À la suite de la prise de la ville par l'Espagne de Charles Quint dont les troupes vont déployer du zèle pour faire prisonniers tous les Juifs de Tunis, qui formaient une importante communauté, ceux-ci sont emmenés par l'ennemi qui les transporte à Naples et d'autres pays chrétiens, où beaucoup meurent de misère et de chagrin quand ils ne sont pas vendus comme esclaves,,. Les Juifs étaient… en grand nombre à Tunis », rapporte Joseph Ha-Cohen, l'auteur de La vallée des pleurs : « Les uns s'enfuirent dans le désert, où, consumés par la soif et la faim, réduits à la plus extrême détresse, ils se virent dépouillés par les Arabes de tout ce qu'ils avaient pu emporter et beaucoup d'entre eux périrent alors ; les autres furent massacrés par les chrétiens lors de leur irruption dans la ville : d'autres encore furent emmenés en captivité par le vainqueur, sans que personne vînt à leur aide en ce jour de la colère divine… ».